# Asiobaetodes
Asiobaetodes is een geslacht van haften (Ephemeroptera) uit de familie Baetidae.

## Soorten
Het geslacht Asiobaetodes omvat de volgende soorten:
- Asiobaetodes eloi